# Anellato
Anellato è un termine utilizzato in araldica per gli anelli, diversamente smaltati, di collari, palazzi, avelli, narici di bufali, ecc.

D'oro, al toro passante di rosso, cornato, unghiato e anellato d'argento, tenente con la zampa anteriore destra una bandiera pure di rosso alla conchiglia d'argento (stemma di Renko, Finlandia)
D'oro, al rincontro di bove di nero, allumato d'argento, anellato e lampassato di rosso (Canton Uri, Svizzera)
D'argento, al levriere rampante di nero, collarinato e anellato di rosso (Baratier, Francia)

## Traduzioni
- Francese: bouclé